# Nissolia parviflora
Nissolia parviflora là một loài thực vật có hoa trong họ Đậu. Loài này được Moench miêu tả khoa học đầu tiên.